# Tecnológico de Estudios Superiores de Ecatepec
Tecnológico de Estudios Superiores de Ecatepec (TESE) es una Universidad del Tecnológico Nacional de México Público - Privada enfocada a la Educación Tecnológica directamente dependiente del Gobierno del Estado de México, con presupuesto y personalidad Jurídica propias. A nivel Estado es una de las escuelas más prestigiosas (Solo por detrás de las Facultades de Estudios Superiores UNAM y el IPN). La Institución se encuentra en el municipio de Ecatepec, Estado de México y muy cerca de la Ciudad de México y siguiendo el trazo de la Línea B del Metro de la Ciudad de México, del cual alguna vez llevó insignia y nombre de la estación más cercana.

## Historia
Antes de finalizar la década de 1980 aumentó la demanda y número de aspirantes a la Educación Superior en el área conurbada sur del municipio de Ecatepec, aunado a los cambios que sufría esta parte del municipio: los planes para la construcción de la Línea B del Metro en la Ciudad de México, la construcción del área habitacional conocida como Ciudad Azteca, entre otros.
Es así que, el 10 de agosto de 1990, vía decreto anunciado en la Gaceta del Gobierno del Estado de México se publica la Ley de creación del Tecnológico de Estudios Superiores de Ecatepec, nombrándolo Organismo Público descentralizado dependiente del Estado y constituyendo sus órganos de Funcionamiento o Gobierno. 
Se enunciaba también que el domicilio del futuro Campus del Tecnológico estuviese dentro del municipio para hacer valer el apelativo de "Ecatepec". 

## Órganos de Gobierno
El Tecnológico cuenta con un Gobierno descentralizado formado por los siguientes elementos:
- Junta Directiva: Quien se considera el poder Parlamentario y el órgano de mayores atribuciones en el Tecnológico. Se constituye por dos representantes del Gobierno del Estado, dos representantes de la SEP, un representante del Gobierno Municipal y un integrante de la Comunidad Social del Municipio.
- Director Académico: Representante ejecutivo del Tecnológico
- Subdirectores: Encargados de asuntos varios de la dirección académica. Fungen como sustituto del Director Académico si éste llegara a faltar.
- Jefes de División: Encargados asignados de los asuntos de las diferentes carreras del Tecnológico.
- Jefes de Departamento: Encargados de las diferentes áreas del Tecnológico. Actividades Deportivas, Unidad de Registro y Certificación... entre otros.

## Oferta Educativa
La Oferta educativa ha cambiado según las necesidades del campo Laboral. Actualmente existen las siguientes carreras:
- Contador Público

- Ingeniería en Sistemas Computacionales

- Ingeniería Industrial

- Ingeniería Química

- Ingeniería Electrónica

- Ingeniería Bioquímica

- Ingeniería Mecatrónica

- Ingeniería en Informática

- Ingeniería Mecánica

- Ingeniería en Gestión Empresarial

- Ingeniería Aeronáutica

- Maestría en Ciencias en Ingeniería Química
- Maestría en Ciencias en Ingeniería Bioquímica
- Maestría en Ingeniería en Sistemas Computacionales
- Maestría en Ciencias en Ingeniería Mecatrónica
- Maestría en Eficiencia Energética y Energías Renovables
- Maestría en Gestión Administrativa

- Doctorado en Ciencias en Ingeniería Bioquímica